# Festival international du film de Copenhague
Ne doit pas être confondu avec Festival international du film documentaire de Copenhague (CPH:DOX).
Le festival international du film de Copenhague ou CPH PIX était un festival de cinéma créé en 2009 et qui se déroule à Copenhague, la capitale du Danemark.

## Période
Jusqu'en 2015, le festival se déroulait chaque année en avril. Depuis 2016, après la fusion avec le BUSTER Copenhagen International Film Festival for Children and Youth (da), la période du festival a été déplacée en octobre/novembre.

## Historique
Il est le résultat de la fusion en 2008 du Festival international du film de Copenhague et du festival NatFilm. La première édition s'est déroulée en 2009, et a rassemblé 36 500 personnes.

## Programme
- New Talent Grand PIX
- PIX Specials
- Spotlight
- Live
- On Location
- 3 X 3
- Politikens Publikumspris
- Maestros
- Tema
- Front Runners
- Retro
- Lone Stars
- World Views
- Ageless Animation[1]

## Prix décernés
- New Talent Grand PIX
- Audience Award (Prix du public)

## Éditions

### 2009
- New Talent Grand PIX : Katalin Varga de Peter Strickland  Roumanie
- Audience Award : C'est pas moi, je le jure ! de Philippe Falardeau  Canada

### 2010
- New Talent Grand PIX : Amer de Hélène Cattet et Bruno Forzani  Belgique
- Audience Award : Ajami de Scandar Copti et Yaron Shani  Israël

### 2011
- New Talent Grand PIX : Two Gates of Sleep de Alistair Banks Griffin  États-Unis
- Audience Award : La Solitude des nombres premiers (La solitudine dei numeri primi) de Saverio Costanzo  Italie

### 2012
- New Talent Grand PIX : Les Bruits de Recife (O Som ao Redor) de Kleber Mendonça Filho  Brésil
- Audience Award : Monsieur Lazhar de Philippe Falardeau  Canada

### 2013
- New Talent Grand PIX : The Strange Little Cat (Das merkwürdige Kätzchen) de Ramon Zürcher  Allemagne
- Audience Award : Alabama Monroe de Felix Van Groeningen  Belgique

### 2014
Le 6e CPH:PIX s'est déroulé du 3 au 16 avril 2014.
- New Talent Grand PIX : Blind de Eskil Vogt  Norvège[2]
- Audience Award : Des chevaux et des hommes (Hross í oss) de Benedikt Erlingsson  Islande[3]

### 2015
- New Talent Grand PIX : Eliten de Thomas Daneskov  Danemark
- Audience Award : L'Histoire du géant timide de Dagur Kári  Islande

### 2016
- New Talent Grand PIX : Bezbog (Godless) de Ralitza Petrova  Albanie
- Audience Award : Hjartasteinn de Guðmundur Arnar Guðmundsson  Islande

### 2017
- New Talent Grand PIX : Vinterbrødre de Hlynur Pálmason
- Prix du public : Une famille syrienne (Insyriated) de Philippe Van Leeuw  Belgique